# Toxariales
Ordre
Les Toxariales sont un ordre d'algues de l'embranchement des Bacillariophyta (Diatomées), et de la classe Mediophyceae.

## Liste des taxons de rang inférieur
Liste des familles selon AlgaeBase (17 août 2022) :
- Ardissoneaceae Round, 1996
- Climacospheniaceae Round, 1990
- Toxariaceae Round, 1990

## Systématique
Le nom correct complet (avec auteur) de ce taxon est Toxariales Round.